# Ivan Dornik
Ivan Dornik, slovenski slavist, klasični filolog, prevajalec, pisatelj * 8. februar 1892, Nevlje, † 23. junij 1968, Maribor.

## Življenje in delo
Po maturi na škofijski gimnaziji v Šentvidu pri Ljubljani (1913) je študiral slavistiko in klasično filologijo v Gradcu in 1919 doktoriral v Zagrebu. Kot profesor je služboval na realki v Ljubljani (1917-1919), na trgovski šoli v Celju (1919-1923) in od 1923 dalje na I. državni gimnaziji v Ljubljani. Že kot gimnazijec je objavljal prve literarne poskuse v dijaških listih Zora, Mentor, Gorenjc ter pozneje leposlovne črtice v Dom in svetu (1915 do 1922), literarne študije v Času (1915, 1918) in izdal povest Pasijonke. Povestice za mladino (Celje, 1923). Gruda umira (1931) je dramatizacija romana francoskega pisatelja Renéja Bazina.